# محمدعلی پوربابایی
محمدعلی پوربابایی سیاست‌مدار ایرانی بود، که در  دوره بیست و دوم  و  دوره بیست و سوم  به‌عنوان نماینده لارستان در مجلس شورای ملی حضور داشت.